# Liste weiterführender Bildungseinrichtungen in Los Angeles
Liste weiterführender Bildungseinrichtungen in Los Angeles
Der Großraum Los Angeles beherbergt zahlreiche bedeutende Universitäten, Hochschulen, Forschungs- und Bildungseinrichtungen.

## A
- AFI Conservatory, Los Angeles
- American Jewish University, Bel-Air (Los Angeles)
- Antelope Valley College, Lancaster
- Art Center College of Design, Pasadena
- Azusa Pacific University, Azusa
- The Art Institute of California - Los Angeles, Santa Monica

## B
- Biola University, La Mirada
- Brooks College, Long Beach

## C
- California Institute of Technology (Caltech), Pasadena
- California Institute of the Arts, Santa Clarita
- California State Polytechnic University, Pomona, (Cal Poly Pomona), Pomona
- California State University, Dominguez Hills, (CSUDH) Carson
- California State University, Bakersfield, Lancaster
- California State University, Long Beach, (CSULB), Long Beach
- California State University, Los Angeles, (CSULA), Los Angeles
- California State University, Northridge, (CSUN), Northridge (Los Angeles)
- Cerritos College, Norwalk
- Charles R. Drew University of Medicine and Science, Watts (Los Angeles)
- Citrus College, Glendora
- Claremont Colleges, Claremont
- College of the Canyons, Santa Clarita

## D
- DeVry University; Long Beach und West Hills (Los Angeles)

## E
- East Los Angeles College, Monterey Park
- El Camino College, Torrance

## F
- Fuller Theological Seminary, Pasadena

## G
- Glendale Community College, Glendale

## I
- ITT Technical Institute; Culver City, San Dimas, Sylmar (Los Angeles), Torrance und West Covina. 2016 geschlossen.[1]

## L
- Life Pacific College, San Dimas
- Long Beach City College, Long Beach
- Los Angeles City College, (LACC) Los Angeles
- Los Angeles Film School, Hollywood (Los Angeles)
- Los Angeles Harbor College, Los Angeles
- Los Angeles Mission College, Sylmar (Los Angeles)
- Los Angeles Pierce College (Pierce), Woodland Hills
- Los Angeles Southwest College, Los Angeles
- Los Angeles Trade Technical College, (LATTC) Los Angeles
- Los Angeles Valley College, Valley Glen (Los Angeles)
- Loyola Marymount University (LMU), Westchester (Los Angeles)

## M
- The Master’s College, Santa Clarita
- Mount St. Mary’s College, Los Angeles
- Mt. San Antonio College, Walnut

## O
- Occidental College (Oxy), Eagle Rock (Los Angeles)
- Otis College of Art and Design, Westchester (Los Angeles)

## P
- Pacific Oaks College, Pasadena
- Pasadena City College, Pasadena
- Pepperdine University, Malibu

## R
- Rio Hondo College, Whittier

## S
- Santa Monica College (SMC), Santa Monica
- Southern California Institute of Architecture (SCI-Arc), Los Angeles
- Southern California University of Health Sciences, Whittier
- Southwestern Law School, Los Angeles
- Southwestern University School of Law, Los Angeles

## U
- University of California, Los Angeles, (UCLA) Westwood (Los Angeles)
- University of La Verne, La Verne
- University of Southern California, (USC) Los Angeles

## W
- West Los Angeles College, Culver City
- Whittier College, Whittier
- Woodbury University, Burbank
- Wyoming Technical Institute (WyoTech), Long Beach